# チュルボメカ マキラ

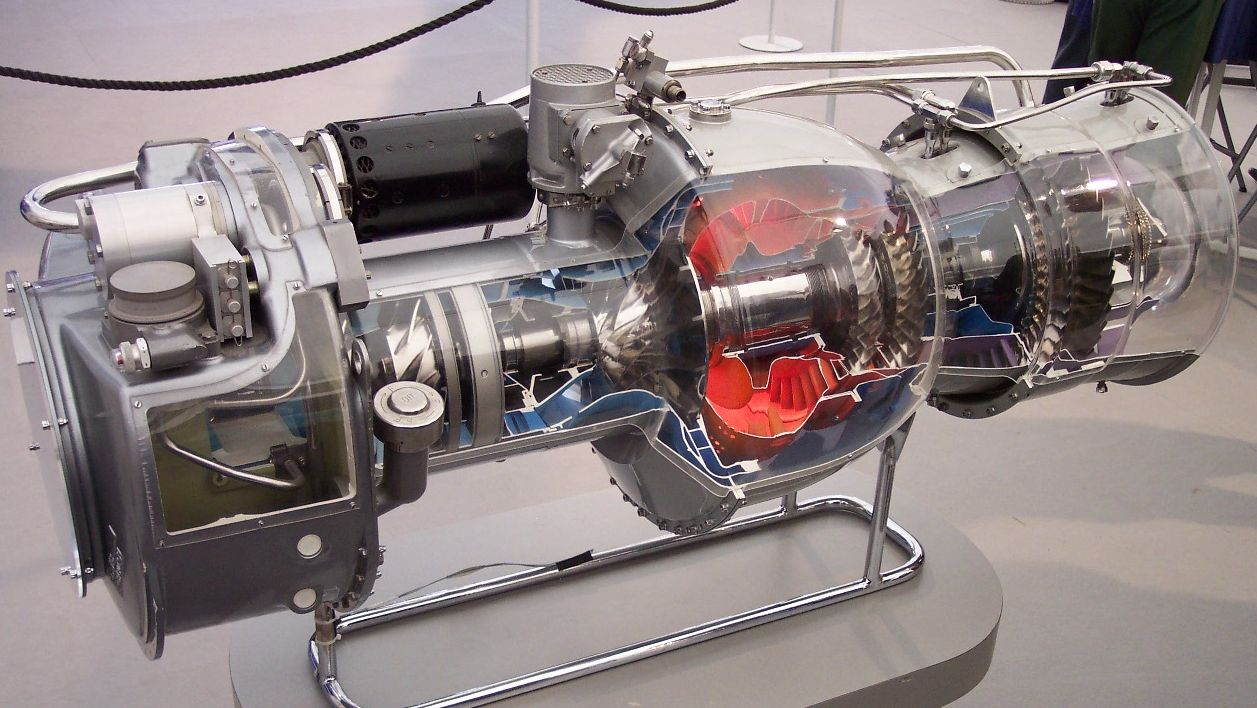
マキラの内部構造

マキラ（Makila ）は、チュルボメカが開発・製造する回転翼機用のターボシャフトエンジンで、1977年に初運転された。
出力は通常約1,300 kW (1,700 hp)である。2007年までに1,800基が生産された。

## 型式
- マキラ1A
- マキラ1A1
- マキラ1A2
- マキラ1A4
- マキラ1K2
- マキラ2A
- マキラ2A1
- マキラ2B

## 搭載機
- アエロスパシアル シュペル・ピューマ/クーガー
- AH-2 ローイファルク
- SA.331
- IAR-330SM
- ユーロコプター EC 225/EC 725

## 仕様（マキラ2A）
一般的特性
- 形式: ターボシャフトエンジン
- 全長: 1,836mm
- 直径: 498mm
- 乾燥重量: 278,9 kg

構成要素
- 圧縮機: 3段軸流圧縮機、1段遠心圧縮機
- 燃焼器: カン型
- タービン: 2段軸流

性能
- 出力: 1,801kW（2,415 SHP）
- 出力重量比:

出典: Turbomeca.